# Ранкух (бахш)
Ранкух (перс. رانکوه) — бахш в Ірані, в шагрестані Амлаш остану Ґілян. За даними перепису 2006 року, його населення становило 16392 особи, які проживали у складі 4619 сімей.

## Дегестани
До складу бахша входять такі дегестани:
- Коджід
- Сомам
- Шабхус-Лат